# Marcelo Silva
Marcelo Silva, vollständiger Name Marcelo Andrés Silva Fernández, (* 21. März 1989 in Mercedes oder Fray Bentos) ist ein uruguayischer Fußballspieler.

## Karriere

### Verein
Silva, der auf der Position eines Innenverteidigers spielt und den insbesondere seine Kopfballstärke und aggressive Spielweise auszeichnen, stand von 2007 bis 2010 in der uruguayischen Primera División in Reihen des Danubio FC. Dort kam er auch auf internationaler Klubebene in einem Spiel der Copa Libertadores 2008 zum Einsatz und bestritt überdies seit der Apertura 2008 27 Liga-Spiele (drei Tore), bei denen er nur in zwei Partien nicht zur Startaufstellung zählte. Im Juli 2010 wechselte er nach Spanien zu UD Almería. Im Raum stand dabei eine Ablösesumme von zwei Millionen Euro. Dort kam er in der Primera División auch regelmäßig zum Einsatz und bestritt 21 Spiele (ein Tor), bei denen er jeweils auch in der Startformation stand. Seinen Stammplatz verlor er jedoch nach Almerías Abstieg in die Segunda División und absolvierte lediglich zwei weitere Partien für die Spanier. Zudem erklärte sein dortiger Trainer Lucas Alcaraz, nicht mehr auf ihn zu setzen und erteilte ihm die Freigabe zu einem Vereinswechsel. Somit verblieb es bei den bisherigen Liga-Einsätzen und seiner Teilnahme an acht Spielen der Copa del Rey. Zunächst wurde Silva laut Medienberichten Nacional Montevideo angeboten. Der uruguayische Verein zeigte jedoch kein Interesse an einem Transfer des Spielers. Am 3. Februar 2012 bestätigte dann Peñarols Vereinspräsident Juan Pedro Damiani, dass Marcelo Silva von Peñarol als Neuzugang auf Leihbasis verpflichtet wurde. Zur Saison 2012/13 kehrte er zum verleihenden Verein nach Spanien zurück. Dort absolvierte er in jener Spielzeit 20 Partien der Liga Adelante und erzielte einen Treffer. Dabei stand er 19-mal in der Startelf und war von Dezember 2012 bis zum 36. Spieltag Stammspieler. In der Folge pausierte Silva zunächst wegen einer Operation nach Bruch des Handgelenks. Sein Verein stieg am Saisonende auf. In der Primera División-Spielzeit 2013/14 kam er über die Rolle des Ersatzspielers nicht hinaus und bestritt lediglich zwei weitere Ligaspiele. Sein letzter Einsatz für Almería datiert vom 4. April 2014. Zur Spielzeit 2014/15 schloss er sich UD Las Palmas an. In der Saison 2014/15 wurde er 23-mal (ein Tor) in der Liga Adelante und viermal (ein Tor) in der Copa del Rey eingesetzt. Im Juli 2015 wechselte er nach dem Aufstieg von UD Las Palmas zum Zweitligisten Real Valladolid, für den er in der Saison 2015/16 31 Zweitligaspiele (ein Tor) und eine Pokalpartie (kein Tor) bestritt. Anfang Juli 2016 schloss er sich Real Saragossa an. In der Spielzeit 2016/17 wurde er 35-mal in der Liga eingesetzt und schoss ein Tor. Mitte Juli 2017 verpflichtete ihn der US-amerikanische MLS-Klub Real Salt Lake, für den er bislang (Stand: 6. August 2017) dreimal (kein Tor) in der Liga auflief.

### Nationalmannschaft
Marcelo Silva gehörte 2009 der U-20-Auswahl Uruguays an und war Teil des Aufgebots beim im Januar jenes Jahres ausgetragenen Campeonato Sudamericano Sub-20 "Juventud de América". Er nahm auch an der U-20-Fußball-Weltmeisterschaft 2009 in Ägypten teil. Im Laufe des Turniers wurde er in den drei Partien gegen die Nationalmannschaften Brasiliens, Usbekistans und Englands eingesetzt. Für die Olympischen Sommerspiele 2012 stand er in einer 32-köpfigen Vorauswahl-Liste des uruguayischen Nationaltrainers Óscar Tabárez. Berücksichtigt wurde er letztlich jedoch nicht.